# Марти Вентољра
Марти Вентољра Форт (16. децембар 1906 — 5. јун 1977) био је бивши шпански фудбалер. Био је део нападачке поставе Барселоне, у којој су још били Рајх, Ескола, Фернандез и Мунлох. Представљао је Шпанију на Светском првенству у фудбалу 1934. године.

## Каријера
Рођен у Барселони, Вентољра је почео да игра омладински фудбал за локалне клубове Фортпјенк и Каталуња де Лес Кортес. Његов први сениорски уговор био је са РЦД Еспањолом, а Вентољра је дебитовао у такмичарској конкуренцији за клуб 1925. године. Играо је за Еспањол током сезоне Ла Лиге 1929–30, освојивши Куп краља 1928–29. током свог боравка у клубу.
Уследио је период у Севиљи, а затим се Вентољра придружио клубу из свог родног града , Барселони. Два пута је освојио Шампионат Каталоније са Барселоном и постигао је 31 гол у 58 утакмица Ла Лиге, укључујући и четири гола против Реал Мадрида 21. априла 1935. године.
Вентољра је емигрирао у Мексико 1937. године током Шпанског грађанског рата. Он је отац мексичког фудбалера Хосеа Вантолре.

## Лични живот
Док је играо фудбал у Мексику, Вентољра се оженио Жозефином Рангел Карденас, нећаком мексичког председника Лазара Карденаса. Имали су четворо деце, Мартина, Пепеа, Гваделупе и Хорхеа. Мартин и Пепе су били професионални фудбалери који су играли за Депортиво Толука ФК, а Пепе је играо за Мексико на финалу Светског првенства у фудбалу 1970. године.
Вентољрин брат Џозеф је такође био фудбалер који је играо за Барселону.